# Colantonio
Colantonio (egentligen Niccolò Antonio), född 1420, död cirka 1470, var en italiensk målare, aktiv i Neapel 1440–1470. Han var sannolikt lärare till Antonello da Messina.